# Jan Klopman
Jan Klopman (Harderwijk, 21 oktober 1961) is een Nederlands politicus namens de BoerBurgerBeweging (BBB). Sinds juli 2023 is hij lid van de Gedeputeerde Staten van Flevoland.

## Biografie
Klopman was van 1990 tot 2000 eigenaar van een optiekzaak in Harderwijk. Hierna was hij werkzaam voor een bedrijf in houdbare melkproducten waar hij sinds 2019 de functie van exportmanager vervulde. Namens het CDA was hij gemeenteraadslid en fractievoorzitter in de gemeente Dronten. Op 29 maart 2023 werd hij namens BBB geïnstalleerd als lid van de Provinciale Staten van Flevoland. Van 13 juni tot 5 juli 2023 was hij lid van de Eerste Kamer. Op 30 juni 2023 werd hij beëdigd als lid van de Gedeputeerde Staten van Flevoland met de portefeuille 'Landbouw, Visserij, Maritiem & Landelijk gebied en Europa, Digitalisering'.